# عنبیه‌سنجی
عنبیه‌سنجی (انگلیسی: Irissometry) روشی است برای شناسایی، تشخیص، و ردیابی ویژگی‌ها در عنبیه چشم و تغییر شکل آن به عنوان تابعی از تغییرات اندازه مردمک و چرخش چشم.
مطالعه تغییرشکل عنبیه با تغییر اندازه مردمک برای الگوریتم‌های تشخیص عنبیه که برای شناسایی افراد استفاده می‌شود، اهمیت دارد.
به دلیل نیروهای ایجادشده در حین شتاب یا کاهش سرعت کرهٔ چشم، ممکن است به‌طور موقت تغییر شکل نیز در عنبیه رخ دهد. بیشترین تغییر شکل عنبیه در ناحیه مردمکی (نزدیک مرز مردمک-عنبیه) رخ می‌دهد که در آنجا عنبیه بیشترین حالت کشسانی را دارد.

## ویژگی‌های تصویری عنبیه برای ردیاب‌های چشم
حالت کشسانی عنبیه، شکل و میزان دایره‌ای بودن مردمک را دچار تغییراتی می‌کند. برای مثال، مرز مردمک ممکن است در حین تغییرات اندازه مردمک یا حرکات چشم، کمی لرزش داشته یا شکل آن درون عنبیه تغییر کند. این تغییرات می‌تواند برای ردیاب‌های چشمی که برآورد نگاه را بر اساس مرکز جرم مرز مردمک انجام می‌دهند، مشکل‌ساز شود.
ناحیه خارجی که نزدیک حاشیه عنبیه است (لبه عنبیه-قرنیه) حالت کشسانی کمتری دارد و در نتیجه در برابر حرکات مقاوم‌تر است. به همین دلیل، ردیاب‌های چشمی با تکیه بر ویژگی‌های محیطی عنبیه به جای لبه مردمک، می‌توانند دقت ردیابی نگاه را افزایش دهند. یک نرم‌افزار متن‌باز برای عنبیه‌سنجی بر پایه متلب در گیت‌هاب موجود است.